# Weißenberg (Neuss)
Der Stadtbezirk Weißenberg ist ein Stadtteil der Kreisstadt Neuss. Mit 1,36 km² Fläche und 6.676 Einwohnern (Stand 31. Dezember 2021) gehört Weißenberg zu den zentralen, aber auch flächenmäßig kleineren, Stadtteilen.

## Nachbarstadtteile
Folgende Stadtteile grenzen an den Bezirk Weißenberg
|             | Vogelsang                                   |                |
| Furth-Nord  | Kompassrose, die auf Nachbargemeinden zeigt | Barbaraviertel |
| Furth-Mitte | Furth-Süd                                   |                |

## Öffentliche Einrichtungen

### Nordbad
Im Jahr 1965 wurde das Nordbad an der Neusser Weyhe eröffnet. Heute betreibt die Neusser Bäder und Eissporthalle GmbH das Schwimmbad und renovierte es im Mai 2007. Heute umfasst es ein 25-Meter-Sportbecken mit Variodach, sodass das Hallenbad im Sommer zu einem Freibad umgewandelt werden kann. Eine 65-Meter-Rutsche und eine große Außenanlage mit Spielmöglichkeiten lassen eine Nutzung auch außerhalb des Lehrbetriebs zu. Seit 2014 gibt es zusätzlich eine Textilsauna.

### Weitere Einrichtungen und Vereine
- SVG Neuss-Weißenberg
- Tennisclub Weißenberg e. V.[4]
- Weißenberger Scheibenschützen Gesellschaft 1949
- Hubert-Schäfer-Sportpark
- Städt. Kindertagesstätte "Kleine Freiheit"[5]

## Bildung
- Herbert-Karrenberg-Schule mit Förderschwerpunkt Lernen
- Gemeinschaftsgrundschule "Die Brücke"

## Nahversorgungszentrum Römerpark
Ein großes Nahversorgungszentrum liegt an der Römerstraße und wurde 2015 durch den Investor RMI Immobilien nach umfassender Sanierung wiedereröffnet. Zentrale Geschäfte sind der Modemarkt (Adler Modemärkte), ein VW-Autohändler (Gottfried Schultz), ein Vollsortimenter (Kaufland) und ein Tierfutterhändler (Fressnapf).

## Kirchen
Die katholische Kirche Heilig Geist wurde 1972/1973 gebaut. Wesentlich älter ist die Pfarrkirche St. Josef auf der Gladbacher Straße, die 1883/84 nach Entwürfen von Julius Busch gebaut wurde und seit 1995 unter Denkmalschutz steht. Beide Gemeinden gehören zusammen mit zwei anderen Pfarreien zum Seelsorgebereich Neuss-Nord. Auf evangelischer Seite gibt es die Baptistenkapelle der Evangelisch freikirchlichen Gemeinde Neuss am Weißenberger Weg.

## Persönlichkeiten
- Eduard Hüsgen (1848–1912), Zentrumspolitiker, Journalist und Biograph von Ludwig Windthorst